# Priritvliegenvanger

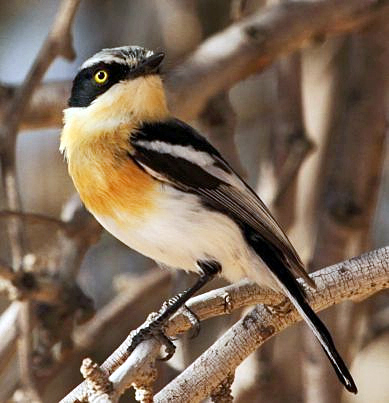
Vrouwtje in Noord-Kaap, Zuid-Afrika.

De priritvliegenvanger (Batis pririt) is een kleine vogel in de familie der Platysteiridae.

## Kenmerken
De priritvliegenvanger heeft een opvallend verenkleed. Het volwassen mannetje heeft een donkergrijze kruin en rug, zwart oogmasker en een witte hals. Het heeft een zwarte romp en staart en zijn vleugels zijn eveneens zwart met witte randen aan de slagpennen en een lange witte vlek op de schouder. De onderkant is wit met een brede zwarte borstband en zwarte vlekken op de flanken. Het verenkleed van het vrouwtje en de jongen verschilt in zoverre dat het geen zwarte borstband heeft en de hals en borst een warme bleekgele kleur hebben.

## Leefwijze
De priritvliegenvanger jaagt door zijn prooi uit de lucht te scheppen of juist van de grond als een klauwier. De zang is een langzaam aflopende reeks van gefloten noten, teuu, teuu, teuu, teuu.

## Verspreiding en leefgebied
De soort komt voor in het westen en centrale zuiden van Afrika. De priritvliegenvanger is een kleine, gezette insectivoor die leeft in droge, breedbladige bossen en scrubland.
De soort telt twee ondersoorten:
- B. p. affinis: zuidwestelijk Angola, Namibië, westelijk Botswana en noordwestelijk Zuid-Afrika.
- B. p. pririt: van centraal Botswana tot westelijk en zuidelijk Zuid-Afrika.

## Status
De grootte van de populatie is niet gekwantificeerd maar de soort wordt omschreven als plaatselijk algemeen. Op de Rode lijst van de IUCN heeft deze soort de status niet bedreigd.